# Liste der Bürgermeister von Hamm
Diese Liste von Persönlichkeiten führt die Stadtvorstände der Stadt Hamm in Nordrhein-Westfalen seit dem Jahre 1263 auf. Die Amtsbezeichnungen wechselten im Lauf der Zeiten, ebenso die jeweiligen Amtsbefugnisse. Seit 1999 wird die Stadtverwaltung von einem hauptamtlichen Oberbürgermeister geführt. Der Unterschied zu allen vorherigen (nebenamtlichen) Oberbürgermeistern besteht darin, dass der hauptamtliche OB nicht nur Vorsitzender des Stadtrates bzw. Erster Bürger der Stadt, sondern auch Chef der Stadtverwaltung ist. Diese Funktion hatte bis 1999 in Hamm der Oberstadtdirektor inne.
Kann der Oberbürgermeister einen Repräsentationstermin nicht selbst wahrnehmen, vertritt ihn eine(r) der drei gewählten Bürgermeister bzw. Bürgermeisterinnen:
- 1. Bürgermeisterin: Monika Simshäuser, SPD
- 2. Bürgermeister: Oskar Burkert, CDU
- 3. Bürgermeister: Carsten Weymann, B’90/Grüne

## Bürgermeister bzw. Oberbürgermeister

### Von der altständischen Wahlverfassung bis zur Interimsinstruktion (1263–1718)
Die Bürgermeister des Mittelalters und der frühen Neuzeit sind nur teilweise bekannt (in Klammern Hinweise auf die entsprechenden Quellen; OV = A. Overmann: Die Stadtrechte der Graffschaft Mark 2. Hamm. Münster 1903; R = E. Raabe: Geschichte van diär Stadt Hamm, Deil 1. Leipzig 1903). Die Bürgermeisterposten wurden über Jahrhunderte hinweg durch sogenannte Kurmänner jeweils für ein Jahr gewählt. Die Wahl fand jeweils am 22. Februar (Cathedra Petri) statt.

#### 13. Jahrhundert
- 1263 Gerhardus, iudex et Menhardus, tunc magister burgensium (OV)
- 1268 Hinricus iuxta cimiterium, magister burgensium (OV)
- 1275 Gerwinus Herinc, rector consulum (OV)
- 1279 Gerwinus Allec, magister consulum (nicht Goswin Asbeck!) (OV); bereits Johann Diederich von Steinen: Westphscelische Geschichte 3, Lemgo 1757, machte in seiner Vorrede auf die Namensverschreibung aufmerksam.
- 1288 Gerwin Hering (Verleihung der Befestigungsrechte an die Stadt Hamm)
- 1290 Gerwinus Herinc (OV)

#### 14. Jahrhundert
- 1305 Henricus dictus Herinc (OV)
- 1314 Godefridus de Thunne (OV)
- 1324 Detmarus Herinch (OV)
- 1327 Hermannus Rode (OV)
- 1329 Hermannus Rode (OV)
- 1335 Hermannus Rode (OV)
- 1338 Dethmarus (OV)
- 1354 Themo (OV)
- 1356 Themo Mostert (Verkauf des Zehnten aus Vöckinghausen an die Nonnen zu Welver)[1]
- 1362 Theme (OV)
- 1364 Theme (Dietrich von Volmerstein verpfändet Güter an Bürgermeister Theme aus Hamm)
- 1370 Theime und Albert Wedege, Bürgermeister (OV)
- 1378 Theime und Jacob van Attendorn, Bürgermeister (OV)
- 1386 Rolef van Westerwinkele, Bürgermeister (OV)
- 1387 Sander Lorinch, Godeke des Richters, Bürgermeister (OV)
- 1392 Johan Morckyn (OV)
- 1396 Walter van Heringen (OV)

#### 15. Jahrhundert
- 1403 Johann Krose (OV)
- 1405 Johann Krose (OV)
- 1409 Alef van Zwene (OV)
- 1412 Johann Crose und Herman van Galen (OV)
- 1414 Herman van Galen (OV)
- 1416 Johan Kroes (Vermächtnis an das St. Antonio Gasthaus)
- 1417 Herman van Galen (OV)
- 1427 Gerd Knyppinch (OV)
- 1430 Lubbert van Rensinge (OV)
- 1433 Hinrik Rodinchus (OV)
- 1437 Bitter van Hemerde gen. Veleko (OV)
- 1439 Hinrich Rodinchus und Hinrich Nederhove (OV)
- 1451 Johan Rodinchuys[2]
- 1455 Heinrich Rodinghus und Hermann von Sweve (Gründung des Franziskaner-Klosters in Hamm)
- 1458 Herman van Zweve (OV)
- 1461 Herman van Lemgo (OV)
- 1467 Hermann von Lemgo (Belehnung durch Bernhard VII zur Lippe)
- 1478 Herman van Zweve[3] (OV)
- 1482 Diderick Godeskusen[4] und Johan Deyterdes (OV)
- 1483 Herman van Zweve und Johan Deythard (OV)
- 1486 Aelbert Brechte, Gerdt Brunynckhuys (letzterer erwähnt in einer Urkunde von Haus Wilbring vom 20. Februar 1486) (OV)
- 1487 Ailbert Brechte (OV)
- 1488 Gerd Brunynchues (OV)
- 1496 Johann Rodinchus (OV)

#### 16. Jahrhundert
- 1508 Meynhart Deythard (OV)
- 1511 Hinrick Bruyninchuyss (OV)
- 1514 Henrik Drove (OV)
- 1518 Meynhart Deythard und Hinrick Bruyninchuyss (OV)
- 1519 Hinrik Drove (OV)
- 1524 Everd Everswyn und Johann Rodinckhyuss (OV)
- 1525 Hinrick Bruyninckhus (OV)
- 1526 Meinhart Deithert (OV)
- 1529 Hynrich Bruyninchuyss (OV)
- 1533 Johann Deythart (OV)
- 1534 Bonaventura Drove (OV)
- 1538 Bonaventura Droven, Jürgen Rodinckhus (geben Stadtchronik in Auftrag)
- 1540 Albert Brüninghaus, Peter Rödinghausen (vertreten Hamm auf dem Hansetag)
- 1547 Herman Schurckman (OV)
- 1552 Herman Schurckman (OV)
- 1554 Werner Brechte
- 1555 Herman Schurckman (OV)
- 1556 Johann Brechte (OV)
- 1558 Johann Brechte (OV)
- 1559 Albert Brechte (OV)
- 1561 Christopher Rodinckhus, Herman Schurckmann, Johann Brechte (OV)
- 1563 Johann Brechte
- 1564 Albert Brechte[5]
- 1571 Johann van Huiszen (OV)
- 1573 Everhardt Eberswin, Meinhart Diethart, Hinrich Bruninckuis (OV)
- 1574 Johann Brechte (belegt 1. Februar 1575)[5]
- 1575 Everhardt Eberswin (OV)
- 1576 Andreas Rodinckhuis (Rödinghausen)[6] (OV)
- 1580 Andreis Roddinckhausen (OV)
- 1586 Gerlach Grüter, Burgermeistere zum Hamm[7]
- 1588 Henrich Bruninckhausen und Andreas Rodinkhausen (OV)
- 1591 Evert Eberschwein[8]
- 1592 Gerdt Schurckman (OV)
- 1594 Andreas Rodinghaus[9]
- 1599 Johann van Hausen (OV)

#### 17. Jahrhundert
- 1600 Henrich von Waldenheim gen. Pottgießer II (Henrich Pottgießer)[10].
- 1611 Johann von Hausen, Bonaventura Brünninghausen, Hermann von Hausen (Schulaufsicht)
- 1612 Bürgermeister Eberschwein (Sitzung der Schulbehörde)
- 1616 Meinhardt Diethart (OV)
- 1617 Gerhard von Rödden und Johann von Hausen
- 1620 Bonaventura Bruninckhausen (OV)
- 1627 Erasmus Schmidt (OV)
- 1628 Erasmus Schmidt und Henricus Spackler (OV)
- 1639 Bürgermeister Friedrich Mecheln (R, S. 140)
- 1649 Johann von Hausen und Jakob Göbbelsen (Einsetzung durch die Regierung)
- 1660 Bürgermeister Altfeld
- 1664 Hermann Altfeldt
- 1686 Neuhaus (wird als Stadtadvocatus angestellt)
- 1698 Werner von Rödinghausen und Wilhelm Emich Neuhaus († 1709)
- 1699 Werner von Rödinghausen und Diedrich Hermann Nies

#### 18. Jahrhundert
- 1702 Gerhard Grosvatter und Wilhelm Emich Neuhaus († 1709)
- 1703 Bürgermeister Christian Ludwig Wortmann
- 1704/1705 (und öfter!) Appellationskommissar Werner von Rödinghausen
- 1712 Johann Diedrich Nott († 1718) und Werner von Rödinghausen († 1737) (nicht identisch mit dem früheren Bürgermeister Werner von Rödinghausen)

### Von der Interimsinstruktion bis zum Ende der preußischen Herrschaft (1719–1806/07)
Ab 1719 wurden nach der für Hamm relevanten Interimsinstruktion (November 1718) die Bürgermeister vom preußischen König eingesetzt. Wenn auch in dieser Interimsinstruktion nur zwei Bürgermeister vorgesehen waren, so wurde in der Praxis – zumindest zeitweise – auch der Kämmerer als (dritter) Bürgermeister bezeichnet. Einer der Bürgermeister – gegen Ende des 18. Jahrhunderts Justizbürgermeister genannt – besaß eine juristische Ausbildung.
Bekannt sind:
- 1719 Bürgermeister Werner von Rödinghausen († 1723)
- (belegt 1721): Hermann Werner Engelbert von Westhoven, 3. Bürgermeister († 1735)[11]
- 1730–1740: Leonhard Johann Boenen, Bürgermeister und Kämmerer († 1740)
- 1736–1745?: Christian Albert Zur Heyden, Justizrat und Oberbürgermeister [sic!] († 1774)
- (belegt ab 1751): Friedrich Vorster († 1805)
- 1753 Johann Henrich Asbeck, Justizbürgermeister († 1779)
- 1749–1766-: Erster Bürgermeister Hofrat Gottfried Balthasar Rademacher
- (belegt 1777): Johann Heinrich Arnold Keller, Bürgermeister († 1816) (Protokoll der Schnadjagd)
- 1777–1793: Heinrich Jakob Hohdahl, Justizbürgermeister (2. Bürgermeister) († 1793)
- 1794–1804: David Wiethaus, Justizbürgermeister († 1854)
- 1793–1806: Johann Anton Arnold Möller, 2. Bürgermeister († 1806) (1800: Anlage des Ostenfriedhofs; 1803: veröffentlicht er ein Buch zur Geschichte der Stadt Hamm)

### Großherzogtum Berg(1809–1812)
- 1809–1813 Maire Johann Friedrich Christian Spener († 1825)

### Von der Reorganisation der preußischen Provinz Westfalen bis heute (1816-)

#### 19. Jahrhundert
Ab 1816 (von der Reorganisation der preußischen Provinz Westfalen bis heute) ist die vollständige Liste der Bürgermeister und Oberbürgermeister von Hamm bekannt:
- 1816–1835: Heinrich Christian Quade, Bürgermeister
- 1835–1836: Karl Otto Opderbeck, Bürgermeister (kommissarisch)
- 1836–1843: Heinrich Theodor Biermann, Bürgermeister
- 1843–1856: Eduard Loerbroks, Bürgermeister
- 1856–1864: Wilhelm Jahn, Bürgermeister
- 1865–1874: Emil Tiemann, Bürgermeister
- 1874–1881: Gustav Staude, Bürgermeister
- 1881–1892: Paul Werner, Bürgermeister
- 1892–1920: Richard Matthaei, Oberbürgermeister

#### 20. Jahrhundert
- 1920–1933: Josef Schlichter, Oberbürgermeister
- 1933–1945: Erich Deter, NSDAP, Oberbürgermeister
- 1945–1946: Josef Schlichter, Oberbürgermeister
- 1946–1952: Ferdinand Poggel, CDU, Oberbürgermeister
- 1952–1954: Heinz Diekmann, CDU, Oberbürgermeister
- 1954–1956: Heinrich Langes, CDU, Oberbürgermeister
- 1956–1964: Werner Figgen, SPD, Oberbürgermeister
- 1964–1979: Günter Rinsche, CDU, Oberbürgermeister
- 1979–1984: Werner Figgen, SPD, Oberbürgermeister
- 1984–1994: Sabine Zech, SPD, Oberbürgermeisterin
- 1994–1999: Jürgen Wieland, SPD, Oberbürgermeister
- 1999–2020: Thomas Hunsteger-Petermann, CDU, Oberbürgermeister

#### 21. Jahrhundert
- seit 2020: Marc Herter, SPD, Oberbürgermeister

## Oberstadtdirektoren 1945–1999
Oberstadtdirektoren waren als Hauptverwaltungsbeamte dem Oberbürgermeister nordrhein-westfälischer Städte beigegeben. Sie führten die Verwaltung der Städte bis zur Reform 1999.
- 1945–1946: Josef Schlichter
- 1946–1958: Ferdinand Schultz
- 1958–1976: Hans Tigges
- 1976–1988: Walter Fiehe
- 1988–1994: Jochen Stemplewski
- 1994–1999: Dieter Kraemer